# Patrick Ekeng
Patrick Claude Ekeng Ekeng (Yaoundé, 1990. március 26. – Bukarest, 2016. május 6.) kameruni válogatott labdarúgó.

## Pályafutása
Patrick Ekeng Yaoundé városában született, majd itt is kezdett el futballozni. 2006-ban mindössze 16 évesen debütált a felnőttek között. 2009. július 4-én hároméves szerződést írt alá a francia Le Mans csapatával. Rendszeresen játszott, azonban 2013. július 8-án Le Mans kiesett az első osztályból, Patrick pedig még aznap aláírt a svájci FC Lausanne-Sporthoz. 2014 júliusában a spanyol élvonalbeli Córdoba CF csapatához szerződött. Itt két szezont töltött, de a 2014-15-ös bajnokság végén a csapat kiesett az élvonalból, Patrick pedig távozott, és a Dinamo București játékosa lett. A kameruni válogatottban kétszer lépett pályára, részt vett a 2015-ös afrikai nemzetek kupáján.

## Halála
A halál pontos oka nem ismert, az első román hírügynökségi jelentések szívmegállásról szólnak.
Ekeng csereként lépett pályára a Dinamo București–FC Viitorul Constanța mérkőzés 63. percében, és a 70. percben esett össze a kezdőkörben.
Már a játéktéren megkezdték a küzdelmet a játékos életéért: a kórházba szállítása közben és utána 80 percig próbálkoztak, de sajnos nem jártak sikerrel. Román sajtóhírek szerint az Ekenget kórházba szállító mentőautó felszerelése nem volt alkalmas az ilyen esetek ellátására.